# (4221) Picasso
(4221) Picasso (1988 EJ) – planetoida z pasa głównego asteroid okrążająca Słońce w ciągu 4,24 lat w średniej odległości 2,62 j.a. Odkryta 13 marca 1988 roku.